# Andreas Gross

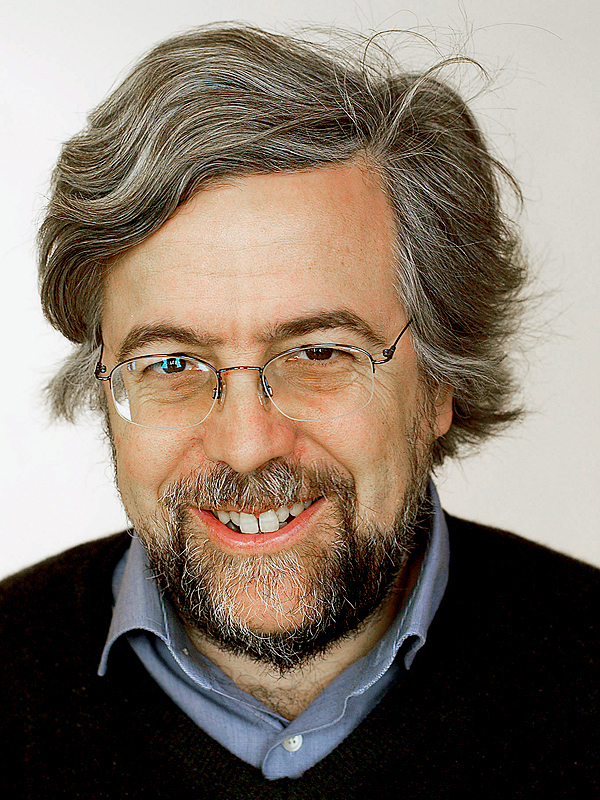
Andreas Gross (2007)

Andreas «Andi» Gross (* 21. August 1952 in Kōbe, Japan; heimatberechtigt in Bad Zurzach) ist ein Schweizer Politikwissenschaftler und Politiker (SP). Nationale Bekanntheit erlangte Gross als Mitbegründer der Gruppe für eine Schweiz ohne Armee.

## Leben
Nach der Matura in Basel studierte Andreas Gross zunächst Geschichte an der Universität Zürich, dann Politikwissenschaften an der Universität Lausanne. Es folgten Tätigkeiten als Journalist, als Assistent an der Universität Bern (Öffentliches Recht bis Januar 1984) und an der Universität Lausanne (Soziologie der Arbeit und der Utopie bis 1989) und 1989 die Gründung des privaten wissenschaftlichen Instituts für direkte Demokratie in Zürich, seit 1998 als Atelier pour la Démocratie Directe im jurassischen Saint-Ursanne. Zum Thema direkte Demokratie übt Gross seit 1992 Lehraufträge an den Universitäten Marburg, Trier, Speyer, Graz, Jena, Hamburg und St. Gallen sowie an der Fachhochschule Nordwestschweiz aus.
Andreas Gross ist geschieden und Vater zweier erwachsener Kinder. Sein Lebensmittelpunkt liegt in Saint-Ursanne.

## Politik

### Schweiz
Seine politische Karriere begann Andreas Gross 1974 in der Zürcher Studentenschaft und der JUSO. Von 1979 bis 1983 war er Präsident der Jungsozialist*innen Schweiz.

#### Initiativen
In den 1980er Jahren wurde er als Mitbegründer der Gruppe für eine Schweiz ohne Armee (GSoA) und als einer der Initiatoren der Volksinitiative «für eine Schweiz ohne Armee und für eine umfassende Friedenspolitik» bekannt. Die Initiative wurde zwar in der Volksabstimmung vom 26. November 1989 abgelehnt; der Anteil der Ja-Stimmen von 35,6 Prozent überraschte aber und löste politische Reformprozesse aus. Mittlerweile stellt Gross die Schweizer Armee nicht mehr grundsätzlich in Frage, weil sie für die UNO immer noch Nützliches zu leisten vermöchte. Er befürwortet aber eine Abschaffung der allgemeinen Wehrpflicht und einen kleinen Truppenbestand, vornehmlich für Einsätze zu Gunsten der UNO. Gross war auch einer der Initiatoren der Volksinitiative «für eine Schweiz ohne neue Kampfflugzeuge», welche in der Volksabstimmung vom 6. Juni 1993 abgelehnt wurde.
Er war Mitglied des Initiativkomitees der Volksinitiative «für den Beitritt der Schweiz zur Organisation der Vereinten Nationen (UNO)», welche in der Volksabstimmung vom 3. März 2002 angenommen wurde und damit zum UNO-Beitritt der Schweiz geführt hat.

#### SP-Politiker
Von 1986 bis 1991 war Gross Mitglied des Zürcher Gemeinderates, ab 1991 bis 2015 sass Gross für die SP im Nationalrat, wo er vor allem zu demokratie- und europapolitischen sowie aussen- und sicherheitspolitischen Themen Stellung bezog. Er war Mitglied der Staatspolitischen Kommission, die er 2006 und 2007 präsidierte, von 1996 bis 1999 Mitglied der Kommission für die Totalrevision der Bundesverfassung und fast permanent Ersatz-Mitglied der Aussenpolitischen Kommission. In der Parlamentarischen Versammlung des Europarates (PACE), der er von Januar 1995 bis 2016 angehörte, präsidierte er von 2008 bis Januar 2016 die Sozialdemokratische Fraktion. 1999 wurde Gross in den Verfassungsrat des Kantons Zürich gewählt; er setzte sich insbesondere ein für eine Weiterentwicklung der direkten Demokratie und trug als Präsident der Redaktionskommission bei zur sprachlichen Qualität der Verfassung des Kantons Zürich vom 27. Februar 2005.

#### Autor und Verleger
Mit Fredi Krebs und Martin Stohler gründete Gross 2002 die «Editions le Doubs», den einzigen Schweizer Verlag, der alle seine Bücher zu umstrittenen Fragen der Zeit (Reihe «Service public») gleichzeitig auf Deutsch und Französisch herausgibt.
Im Verlag Werd & Weber, Thun/Gwatt, erschien im März 2016 Gross’ bisher umfassendstes Werk: Die Unvollendete Direkte Demokratie. 1984-2015: Texte zur Schweiz und darüber hinaus.
Im Dezember 2022 brachte Gross nach dreijähriger Arbeit ein Quellenwerk zur Geschichte der direkten Demokratie heraus, das exemplarisch illustriert, wie die Demokraten in einer Volksbewegung gegen die Liberalen die direkte Demokratie entwickeln und durchsetzen konnten: «Landbote vs. NZZ. Die Auseinandersetzung zwischen den beiden Zeitungen um die Direkte Demokratie und deren Ausgestaltung in der demokratischen Zürcher Revolution von 1867–1869». Das Werk fand eine positive Aufnahme.
Seit dem November 2016 erscheint im Quotidien Jurassien, der Tageszeitung des Kantons Jura aus Delsberg, jeweils am Samstag auf der zweiten Seite die Demokratie-Kolumne von Andreas Gross unter dem Titel «Das Mosaik der Demokratie»; am 23. Dezember 2023 ist der 301. Mosaikstein veröffentlicht worden.

### Europa

#### Netzwerke
1991 gründete er «eurotopia» mit, eine Gruppe, die sich mit möglichen Entwicklungen der Demokratie in Europa befasst und ihre Vorschläge in die europäische Diskussion einbringt. Er ist Mitglied des Kuratoriums von Mehr Demokratie, mit dem er seit den Anfängen in den 1980er Jahren zusammenarbeitet.

#### Europarat
1995–2016 war Gross einer der parlamentarischen Vertreter der Schweiz im Europarat, die vom Nationalrat entsandt werden. Zwischen 2002 und 2004 war er Vizepräsident der Parlamentarischen Versammlung des Europarates, 2004 und 2005 Präsident der schweizerischen Delegation beim Europarat und von 2005 bis 2008 Präsident des Ausschusses für das Reglement der Parlamentarischen Versammlung. Seit Januar 2008 präsidierte er die sozialdemokratische Fraktion der Parlamentarischen Versammlung des Europarates.
Sein Engagement im Europarat führte ihn über die Jahre in zahlreiche Krisengebiete ausserhalb Europas wie Tschetschenien oder Aserbaidschan, wo er auch als Wahlbeobachter tätig war. Er hat seit 1998 an über 98 Wahlbeobachtungen in Europa und den USA teilgenommen.
2003 war Gross – als Mitglied des Europarates – der erste Schweizer Parlamentarier, der zur UNO-Generalversammlung sprach. Im Europarat verfasste er im Herbst 2009 einen Bericht zur UN-Reform, in dem er für die Schaffung einer parlamentarischen Versammlung der UNO plädierte.
2010 verfasste Gross im Europarat zwei Berichte: Einer gegen die Diskriminierung und für Massnahmen zur Besserstellung von sexuellen Minderheiten in Europa sowie eine Analyse zur Krise der Demokratie in Europa und zu ihrer Überwindung.
2012 (Oktober) machte der Russland-Bericht von Gross und seinem rumänischen Kollegen Georgy Frunda von sich reden – der Vorsitzende der Staatsduma, Sergei Naryschkin, sagte wegen des Berichts seinen geplanten Besuch in Strassburg kurzerhand ab. Der Bericht war im Einvernehmen mit den Duma-Abgeordneten im PACE-Ausschuss formuliert worden und erwähnte, Putin solle die starke zivilgesellschaftliche Bewegung als Chance verstehen, die Reformen zu realisieren, von denen die ganze russische Gesellschaft profitieren würde. Seine Berichte zur Krise der Demokratie und zur Bedeutung eines leistungsfähigen Staates (Juni) sowie zu den Wahlen in der Ukraine vom November 2012 wurden ebenfalls beachtet.
Im Juni 2013 erstellte Gross im Auftrag der Parlamentarischen Versammlung des Europarates einen ausführlichen Bericht über den Fall Magnitski. Gross erklärte in diesem Zusammenhang, die Todesumstände Magnitskis seien als «Verstoss gegen das russische Gesetz und die Europäische Konvention über Menschenrechte» anzusehen. In einem Interview gab Gross an, er sei überzeugt, dass Magnitski «einem Unrecht auf die Spur kam und deshalb selber Opfer eines Unrechts wurde.»
Im Sommer 2014 verfasste er einen Bericht zur Bedeutung des Föderalismus auch für die Demokratisierung der Europäischen Union.
Ende Januar 2016 musste Gross seinen Platz im Europarat räumen (er hatte im Oktober 2015 nicht mehr für den Nationalrat kandidiert). Er wurde vom neuen PACE-Präsidenten zum Ehrenmitglied der Parlamentarischen Versammlung erklärt, für seine insgesamt 44 Berichte und über 95 Wahlbeobachtungen in ganz Europa (beides Rekordwerte) geehrt; die sozialdemokratische Fraktion des Europarates erklärte Gross zu ihrem Ehrenpräsidenten.

## Werke (Auswahl)
- Die unvollendete Direkte Demokratie. 1984–2015: Texte zur Schweiz und darüber hinaus. Werdverlag.ch, Thun/Gwatt 2016, ISBN 978-3-03818-092-0 (über das Buch auf swissinfo.ch).
- Landbote vs. NZZ. Die Auseinandersetzung zwischen den beiden Zeitungen um die Direkte Demokratie und deren Ausgestaltung in der demokratischen Zürcher Revolution von 1867–1869. St. Ursanne, Editions le Doubs 2022, ISBN 978-2-940455-08-9.

## Dokumentation
- Der Gross-Vater der Revolution – Ein Lehrstück über Sesselkleber. In: SRF: Reporter, 18. Mai 2011 (26:22 Minuten).